# SspH2
L'SspH2 és un factor de virulència produït pels bacteris Salmonella enterica serovar Typhimurium (antigament classificada com a Salmonella tiphymurium). SspH2 és una ligasa, un tipus d'enzim que uneix dues molècules, que ubiquitina altres enzims. L'acció de l'SspH2 afecta la ubiquitinització de les proteïnes, ja que es basa a unir ubiquitina a altres proteïnes.

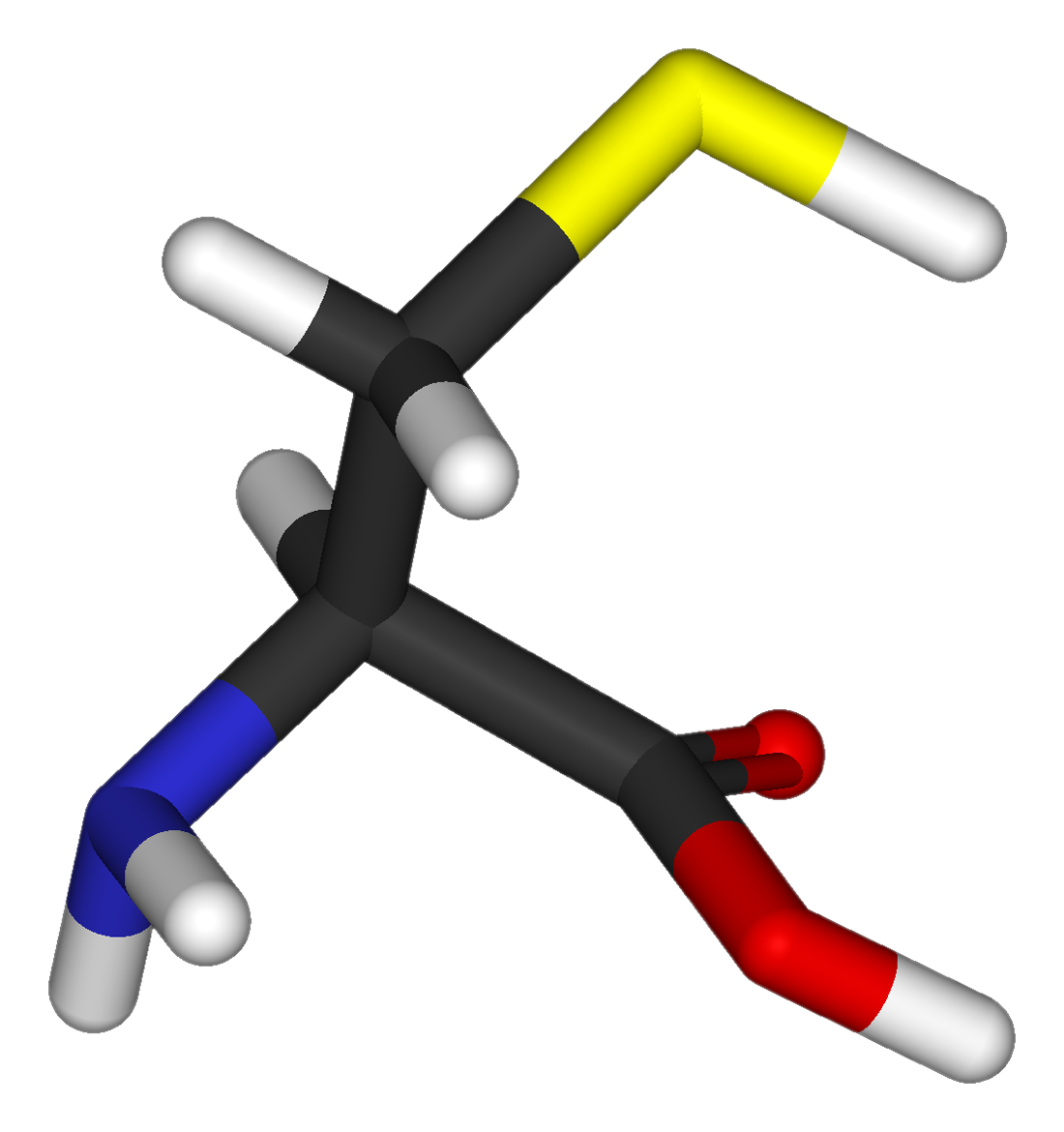
La imatge mostra una cisteïna. La molècula de SspH2 conté un residu de cisteïna catalítica del qual depèn en gran manera la ubiqüitinització

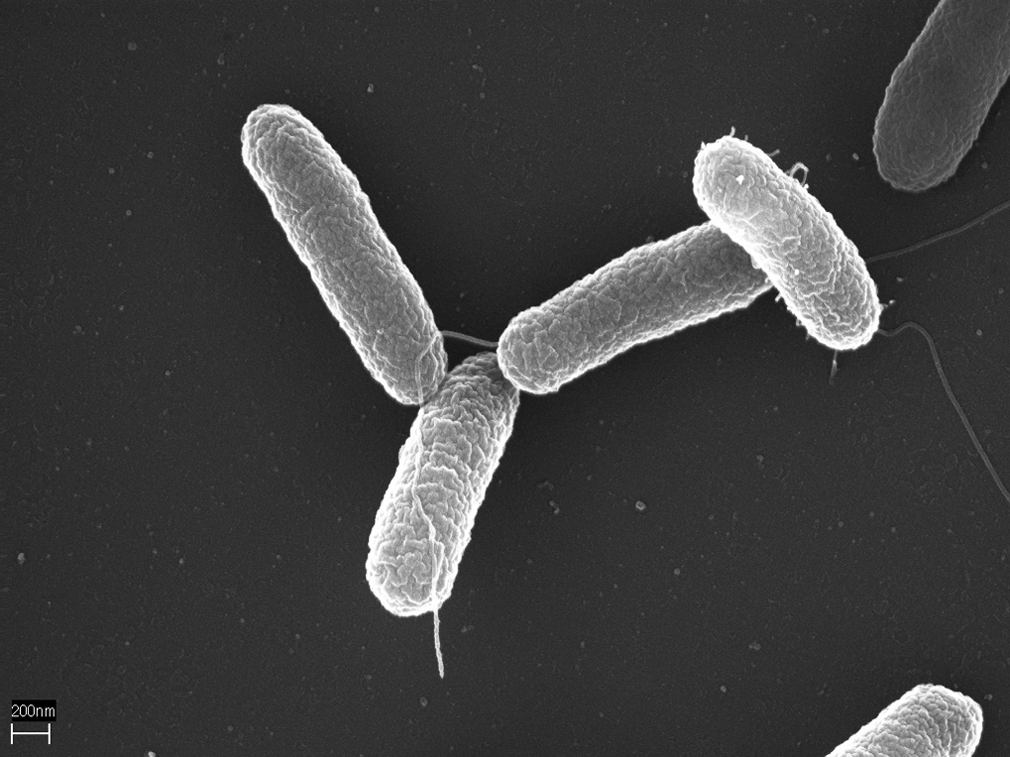
Salmonella typhimurium

Aquesta activitat depèn de l'estructura de l'SspH2, el qual està format per dos braços: un dels quals té una estructura coneguda (repetició rica en leucines o LRR, de l'anglès Leucine-rich repeat) i es dedica a atraure altres proteïnes. L'altre, anomenat NEL (Novel E3 Ligase), no havia estat mai vist abans.
En aquest darrer braç hi ha un residu catalític de cisteïna, que és capaç de catalitzar la reacció d'unió d'una ubiquitina a altres proteïnes.
L'activitat de l'SspH2 depèn d'un canvi conformacional consistent en l'alliberament del domini catalític per part de la LRR, ja que sovint el domini catalític és segrestat pel domini LRR.